# Renée Gundelach
Renée Gundelach (* 14. Januar 1943 in Witten) ist eine deutsche Filmproduzentin und Professorin an Filmfachhochschulen sowie Film- und Medienmanagerin.

## Leben und Wirken
Die aus dem Ruhrgebiet stammende Renée Gundelach studierte ab 1962 an der Freien Universität Berlin (FU) Wirtschaftswissenschaften, Jura und Publizistik und beschloss 1969 ihre Studien als Diplom-Volkswirt(in). Zwischenzeitlich, von 1964 bis 1966, wirkte sie am Institut für Publizistik der FU auch als Wissenschaftliche Assistentin. Von 1970 bis 1975 übernahm sie den gleichen Job im Fachbereich Wirtschaftswissenschaften der FU. Noch vor dem Abschluss ihrer Studentenlaufbahn begann sich Renée Gundelach bereits 1968 dem Film zuzuwenden. In den kommenden viereinhalb Jahrzehnten war sie mit den verschiedensten Funktionen in der Filmherstellung tätig, etwa als freischaffende wie beratende Produzentin, aber auch als Geschäftsführende Gesellschafterin und Mitgründerin von Road Movies Filmproduktion. Die Jahre 1976 bis 1981 wurden ihre kreativste Zeit als Produzentin, in der sie vor allem eng mit Wim Wenders aber auch mit dem filmenden Literaten Peter Handke sowie den Filmemacher-Regisseuren Peter Lilienthal und Werner Schroeter zusammenarbeitete. Später folgten auch Kollaborationen mit besonders mainstreamfernen Filmschaffenden wie Ulrike Ottinger, Christoph Schlingensief und Rosa von Praunheim.
Renée Gundelach war auch in einer Fülle von anderen filmischen Arbeitsfeldern aktiv: Von 1972 bis 1975 war sie geschäftsführende Gesellschafterin, Mitbegründerin und Produzentin des Berliner Basis-Filmverleihs und in derselben Funktion von 1992 bis 2013 bei der Preussen-Film Medien GmbH, 1975 Mitgründerin der Cinepromotion-Agentur für Öffentlichkeitsarbeit, lehrte von 1989 bis 1995 sechs Jahre lang an der Filmuniversität „Konrad Wolf“ in Potsdam-Babelsberg im Studiengang Produktion und war von 1989 bis 2003 Dozentin für Filmfinanzierung an der Deutschen Film- und Fernsehakademie Berlin. Von 1982 bis 2003 saß Gundelach im Verwaltungsrat der VG Bild und Kunst. Außerdem ist sie als öffentlich bestellte und vereidigte Sachverständige für Film- und Medienwirtschaft tätig. In ihrer langjährigen Karriere als freischaffende und beratende Produzentin oblag ihr die Entwicklung, Kalkulation, Finanzierung, Durchführung und Abwicklung von Filmwerken für Autorenfilmer und Produktionsfirmen. Im Alter von 70 Jahren zog sich Renée Gundelach von der aktiven Filmherstellung zurück. Noch heute ist sie (seit 2000) Vorsitzende des Aufsichtsrats der OnlineFILM AG in Bad Schwartau.

## Filmografie (kleine Auswahl)
Als Produzentin oder Herstellungsleiterin
- 1968: Peripherie (Kurzfilm)
- 1972: Liebe Mutter, mir geht es gut
- 1974: Schneeglöckchen blühen im September
- 1977: Der amerikanische Freund
- 1977: Die linkshändige Frau
- 1978: David
- 1979: … als Diesel geboren
- 1979: Radio On
- 1979: Die Kinder aus Nr. 67 oder Heil Hitler, ich hätt' gern 'n paar Pferdeäppel
- 1979: Nick’s Film – Lightning Over Water
- 1980: Rote Liebe
- 1981: Freak Orlando
- 1981: Kleiner Mann was tun
- 1982: Dabbel Trabbel
- 1982: Berlin Blues
- 1982: Herzlichen Glückwunsch
- 1983: White Star
- 1983: Das ferne Land Utopia
- 1983: Dorian Gray im Spiegel der Boulevardpresse
- 1983: Is was, Kanzler?
- 1984: Horror Vacui
- 1984: Der Biß
- 1985: Verführung: Die grausame Frau
- 1985: German Dreams
- 1986: Auf immer und ewig
- 1986: Francesca
- 1987: Des Teufels Paradies
- 1987: z. B. Otto Spalt
- 1987: Anita – Tänze des Lasters
- 1988: Der Weg zum Ruhm (Kurzfilm)
- 1988: Himmelsheim
- 1988: Jenseits von Blau
- 1988: Johanna d’Arc of Mongolia
- 1990: Affengeil – eine Reise durch Lottis Leben
- 1990: Neuner
- 1990: Bronsteins Kinder
- 1992: Ich bin meine eigene Frau (Dokumentarfilm)
- 1992: Terror 2000 – Intensivstation Deutschland
- 1993: Im Himmel hört Dich niemand weinen
- 1993: Die Wildnis
- 1995: Neurosia – 50 Jahre pervers
- 1995: Otto John – eine deutsche Geschichte
- 1997: Die 120 Tage von Bottrop
- 1999: Damenwahl – Szenen aus dem Abendland (Dokumentarfilm)
- 2000: Dämonen
- 2001: My Sweet Home
- 2003: Bunker – Die letzten Tage (Dokumentarfilm)
- 2005: Open (Kurzfilm)